# Galatasaray SK (féminines)
Actualités
La section féminine du Galatasaray SK est un club de football féminin turc basé à Istanbul.
L'équipe, actuellement entraînée par Metin Ülgen, évolue en Division 1.

## Histoire
En raison d'accords de sponsoring, l’équipe féminine de Galatasaray connaît plusieurs changements de nom : elle se nomme simplement Galatasaray de 2011 à 2016, puis Galatasaray Hepsiburada de 2021 à 2022, et désormais Galatasaray Petrol Ofisi depuis 2022.
Galatasaray remporte le premier championnat de son histoire lors de la saison 2023-2024. 
Ce titre permet la première qualification de l’histoire du club en Ligue des champions pour la saison 2024-2025.
Le 25 septembre 2024, Galatasaray parvient à éliminer le Slavia Prague au troisième tour de la Ligue des Champions. Cette victoire historique signe la première participation d’un club turc en phase de groupe de la Ligue des Champions.

## Stade

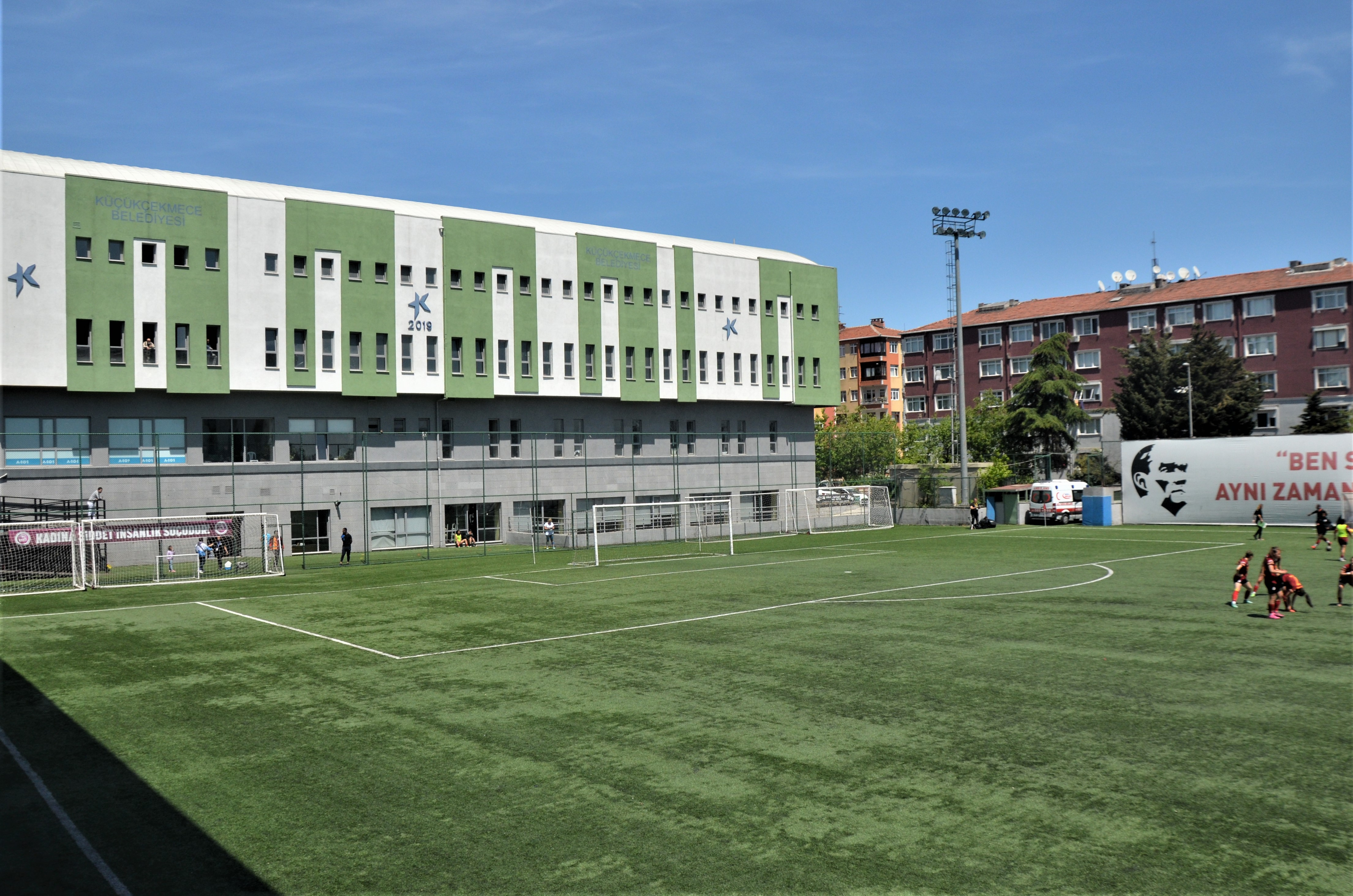
Stade Yeşilova Kemal Aktaş.

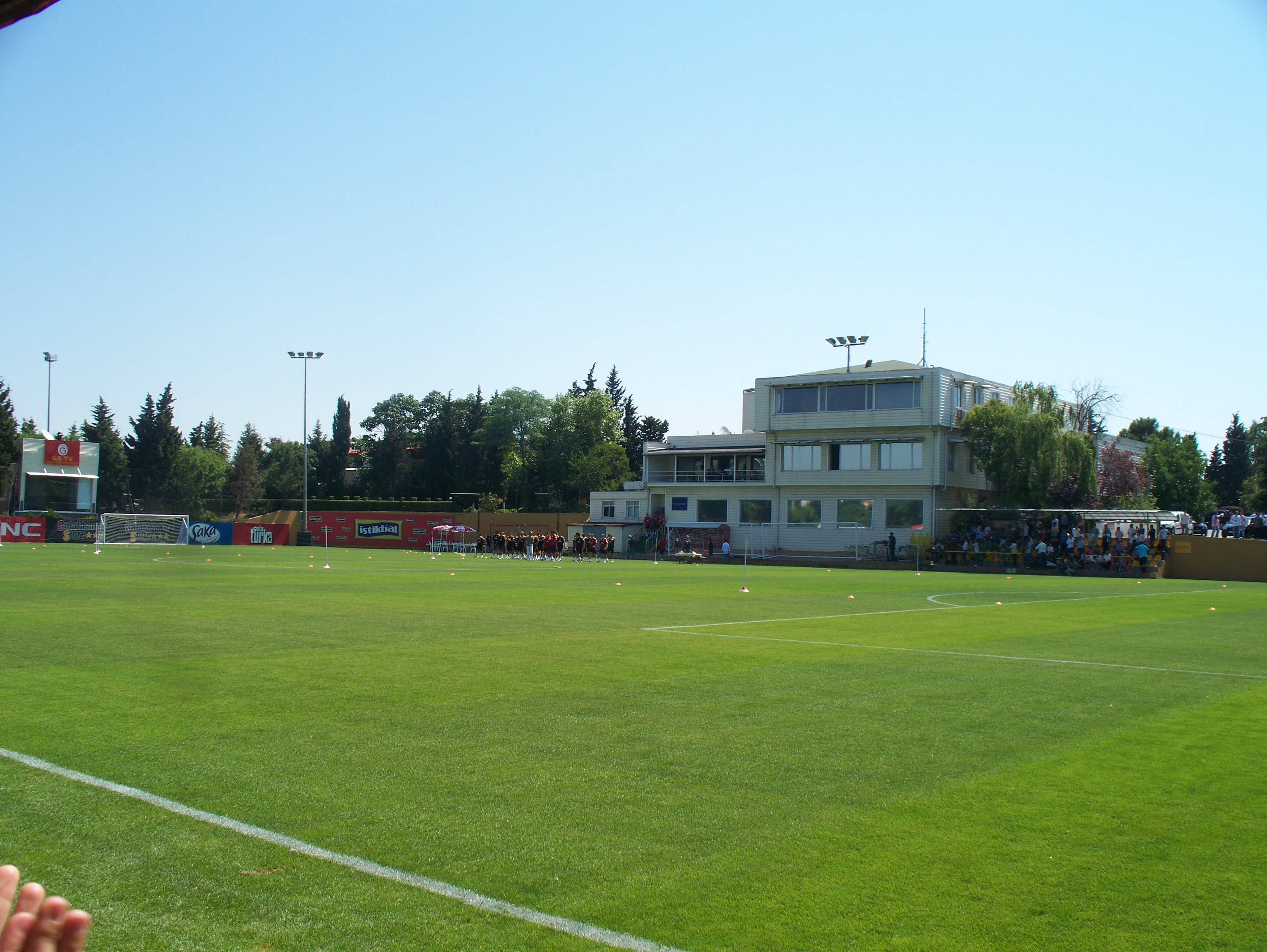
Installations de Florya Metin Oktay.

L'équipe a joué ses matchs à domicile lors de la saison 2021-2022 au stade Yeşilova Kemal Aktaş situé dans le district de Küçükçekmece de la province d'Istanbul. 
Pour la saison 2022-2023, ils jouent leurs matchs à domicile au stade d'entraînement appartenant au club des installations de Florya Metin Oktay, situé dans le quartier de Florya du district de Bakırköy à Istanbul. 
La capacité du stade actuel est de 3500 places.

## Palmarès
Championnat de Turquie (1) :
- Champion en 2023-2024

## Statistiques

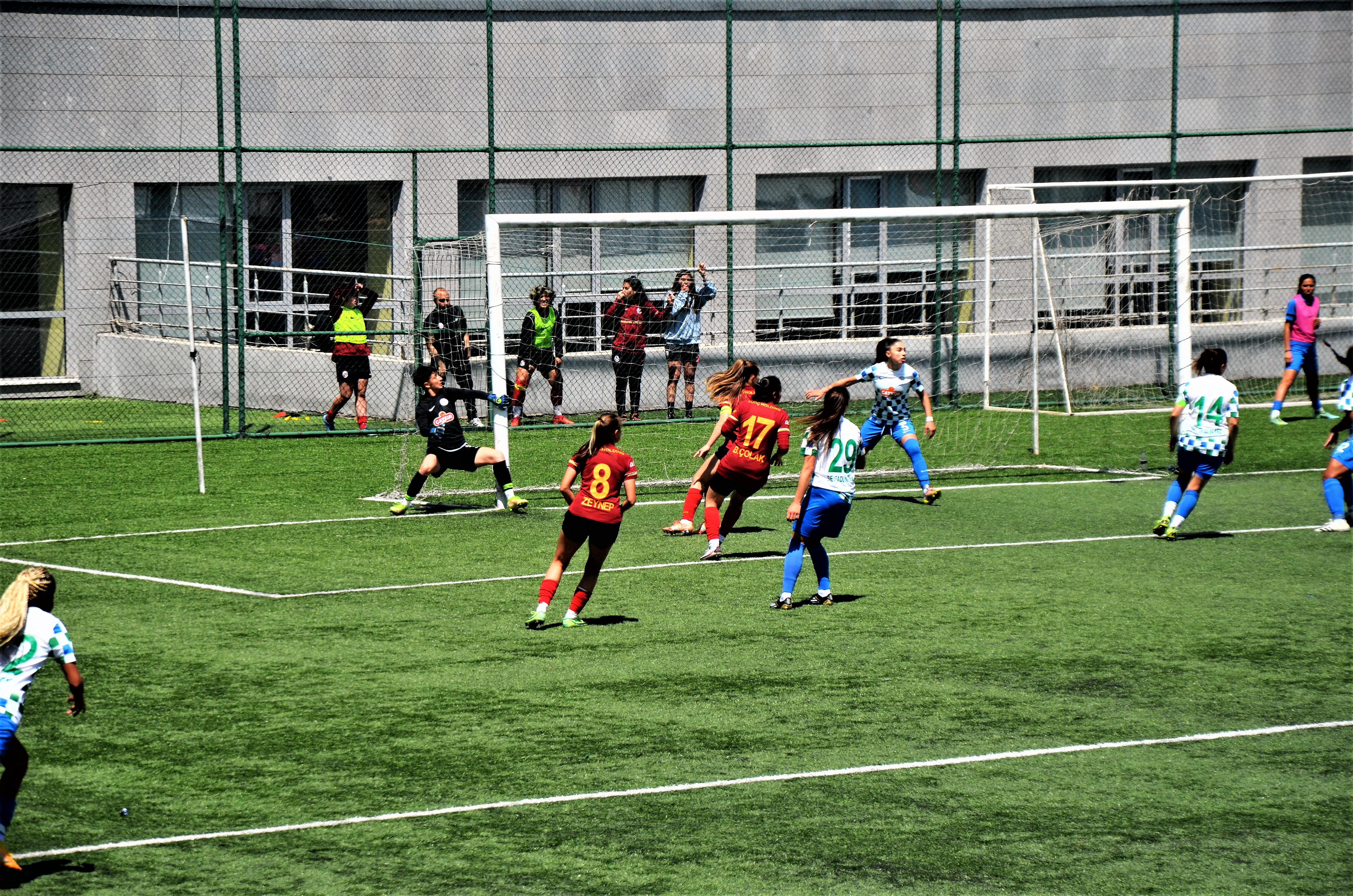
Galatasaray SK (rouge/jaune) contre Çaykur Rizespor (blanc/bleu) lors du match à domicile de la Super League turque de football féminin 2021-22

.
Légende
- Champion ou vainqueur de la compétition
- Deuxième ou finaliste de la compétition
- Troisième de la compétition
- Promotion en division supérieure
- Relégation en division inférieure

| Saison    | Championnat                                | Championnat | Championnat | Championnat | Championnat | Championnat | Championnat | Championnat | Championnat | Championnat |
| Saison    | Division                                   | Pos         | Pts         | J           | V           | N           | D           | BP          | BC          | Diff        |
| --------- | ------------------------------------------ | ----------- | ----------- | ----------- | ----------- | ----------- | ----------- | ----------- | ----------- | ----------- |
| 2021-2022 | Championnat de Turquie féminin de football | 6e          | 29          | 22          | 8           | 5           | 9           | 35          | 31          | +4          |
| 2022-2023 | Championnat de Turquie féminin de football | 2e          | 30          | 11          | 10          | 0           | 1           | 41          | 7           | +34         |
| 2023-2024 | Championnat de Turquie féminin de football | 1er         | 71          | 30          | 23          | 2           | 5           | 71          | 29          | +42         |

## Personnalités du club

### Staff
| Rôle                                 | Staff                |
| ------------------------------------ | -------------------- |
| Entraîneur principal                 | Metin Ülgen          |
| Directeur sportif adjoint            | Gülfem Kocaoğlu      |
| Entraîneur adjoint                   | Mustafa Engin Özmen  |
| Entraîneur des gardiens              | Engin Servi          |
| Kinésithérapeute                     | Gülin Köseoğlu       |
| Analyste                             | Birkan İpek          |
| Entraîneur de performance athlétique | Durmuş Samet Kösemen |
| Entraîneur de l'équipe jeunes        | Taner Taşdemir       |

### Anciennes joueuses notables
- Şilan Aykoç,  Turquie filles U-15
- Sevval Dursun,
- Berivan İçen,  Turquie filles U-17, Turquie femmes,

### Anciens entraîneurs
| 2021-2022 | Nurcan Çelik |